# Barentin
Barentin é uma comuna francesa na região administrativa da Normandia, no departamento de Sena Marítimo. Estende-se por uma área de 12,73 km². Em 2010 a comuna tinha 12 438 habitantes (densidade: 977,1 hab./km²).